# Рајан (Оклахома)
Рајан (енгл. Ryan) град је у америчкој савезној држави Оклахома.

## Демографија
По попису из 2010. године број становника је 816, што је 78 (-8,7%) становника мање него 2000. године.
| Група             | 2000.       | 2010.       |
| Белци             | 740 (82,8%) | 637 (78,1%) |
| Афроамериканци    | 6 (0,7%)    | 6 (0,7%)    |
| Азијати           | 2 (0,2%)    | 1 (0,1%)    |
| Хиспаноамериканци | 110 (12,3%) | 121 (14,8%) |
| Укупно            | 894         | 816         |